# أحمد السيد (لاعب كرة قدم)
أحمد السيد (مواليد 30 أكتوبر 1980) هو مدافع كرة قدم مصري مُعتزل. قضى معظم مسيرته الكروية في النادي الأهلي ومعه فاز بألقاب 26 بطولة، منها 5 دوري أبطال أفريقيا. وعلى الصعيد الدولي، فاز بكأس الأمم أفريقية مرة وحيدة في عام 2006 مع المنتخب المصري.

## مسيرته
أحمد السيد هو أحد ناشئي النادي الأهلي. لعب مباراته الأولى مع الفريق الأول بنادي الأهلي أمام سكة حديد سوهاج في يوم 28 يوليو 2000 التي انتهت بفوز الأهلي 3 / صفر. انتقل إلى نادي تليفونات بني سويف في فترة انتقالات أغسطس 2012. وكان نادي الاتحاد السكندري هو أخر الأندية التي لعب لها قبل أن يعتزل في يوليو 2017.
وجه له اتهام في يناير 2008 بتقديم رشوة لموظف في الشهر العقاري لتسجيل ملكية قطعة أرض في الساحل الشمالي وعليها نزاع بينه وبين طرف ثان.

## الألقاب والإنجازات

### على مستوى الأندية

#### الأهلي
- الدوري المصري الممتاز: 2004–2005 ، 2005–2006 ، 2006–2007 ، 2007–2008 ، 2008–2009 ، 2009–2010 ، 2010–2011
- كأس مصر: 2001 ، 2003 ، 2006 ، 2007
- كأس السوبر المصري: 2003 ، 2005 ، 2006 ، 2007 ، 2008 ، 2010
- دوري أبطال أفريقيا: 2001 ، 2005 ، 2006 ، 2008 ، 2012
- كأس السوبر الأفريقي: 2002 ، 2006 ، 2007 ، 2009

### على المستوى الدولي

#### مصر
- كأس الأمم الأفريقية: 2006